# اچ‌دی ایر ال‌تی‌دی
اچ‌دی ایر ال‌تی‌دی (به انگلیسی: HD Air Ltd) یک شرکت هواپیمایی است که در تاریخ ۱۹۹۲ میلادی تأسیس شده است. دفتر مرکزی اچ‌دی ایر ال‌تی‌دی در بیرمنگام، بریتانیا واقع شده‌است و قطب این شرکت هواپیمایی در بیرمنگام قرار دارد.